# Őcsényi repülőtér
Az Őcsényi repülőtér (ICAO: LHOY) a Multifly Kft. által üzemeltetett nem nyilvános repülőtér Őcsény község délkeleti részén. Tolna vármegye egyetlen repülőtere. Megközelítése a település Mátyás utcájából lehetséges.

## A repülőtér részei
Az őcsényi repülőtér az alábbi területeket foglalja magában:
- A repülőtér főépülete egy több mint 1000 m²-es multifunkciós létesítmény. Az irányítótorony mellett tartalmaz szálláshelyeket, közösségi teret. Az ingatlanban működik a Multifly Pilóta Akadémia.
- Az A hangár, mely a repülőgépek mellett helyt adott már báloknak, koncerteknek, illetve a Sárközi Lakodalom programjainak is. Jelenleg a Multifly Kft. repülőgépjavító üzemének ad helyet.
- A B hangár eredeti épülete 2002-ben leégett, azóta újjáépítették.
- A reptér keleti felén található a mintegy 200 hektáros füves terület, melynek része a kifutópálya is.
- A reptér területén kialakítottak egy horgásztavat, melyet a helyi horgászegyesület tart fenn.
- Több faházat építettek a repülőtér főbejáratánál, ezzel növelve a falu szálláshelyeinek a számát. A faházak melletti épületben működött az Izobár nevű szórakozóhely.

## Története
Az Őcsény mellett fekvő legelőt először a második világháború során, 1944-ben használták német repülőgépek. Még abban az évben november 29-én a szovjet csapatok elfoglalták Őcsényt, és a repülőtérnek használt területen a német gépeket orosz Jak–3 és Il–2M3 típusok váltották. A háború befejeztével a Magyar Néphadsereg irányítása alatt csapadékvíz-elvezetési és talajegyengetési munkák történtek 1951 és 1952 között. 1957-ben a frissen megalakult Szekszárdi Repülő Klub célkitűzése lett a helyi repülős élet beindítása. Ehhez a vitorlázó repülők tárolására alkalmas hangár volt szükséges. A szekszárdi városi tanácstól kapott támogatással és a repülőklub tagjainak munkájával még 1957-ben elkészült a négy darab vitorlázó repülőgép befogadására alkalmas hangárépület. Az első repülőgép 1957. augusztus 10-én szállt fel az őcsényi repülőtérről. A repülőteret a Néphadsereg is használta, többek között innen felszállva ejtőernyős-kiképzéseket hajtottak végre.
2002. január 11-én hajnalban leégett a B hangár, melyet akkoriban egy magyar–lengyel gyertyaöntő vállalkozás bérelt. Az oltást nehezítette, hogy két gázpalack felrobbant, valamint a tűzcsapok és a tározómedence is befagyott a nagy hideg miatt, így vízszállító autókat kellett a helyszínre vezényelni. Az oltásban a szekszárdi, paksi és bajai tűzoltók is részt vettek. A 700 m²-es épületben keletkezett kárt 100 millió forint körülire becsülték, pedig még egy vitorlázó repülőgépet is sikerült kimenteni. A tűz intenzitását jellemzi, hogy az 1300-1400 Celsius-fokos hőségben a hangár fedésére használt horganyzott alumíniumlemezek elégtek és a tartószerkezetet alkotó acélgerendák is elcsavarodtak. Mivel a hangár áramtalanítva volt, ezért a rendőrség szándékos gyújtogatás gyanúja miatt indított nyomozást.
2018. szeptember 30-án egy hőlégballonos találkozó keretében felavatták az első magyar hőlégballon, a Pannónia emlékművét, mely 1976-ban az őcsényi reptéren szállt fel először. Az avatáson jelen volt Balikó Pál, az egykori hőlégballon kapitánya is. Az emlékmű Borsi Lakatos László alkotása.

## Események
A repülőtér működése alatt számos rendezvénynek, versenynek és szakmai találkozónak adott otthont:
| Kezdet     | Befejezés  | Megnevezés                                                                    |
| ---------- | ---------- | ----------------------------------------------------------------------------- |
| 1973.07.14 | 1973.07.26 | 1. Gemenci Vitorlázórepülő Bajnokság                                          |
| 1974.07.06 | 1974.07.20 | 2. Gemenci Vitorlázórepülő Bajnokság                                          |
| 1975.08.06 | 1975.08.20 | 3. Gemenci Vitorlázórepülő Bajnokság                                          |
| 1976.08.07 | 1976.08.21 | 4. Gemenci Vitorlázórepülő Bajnokság                                          |
| 1977.08.05 | 1977.08.19 | 5. Gemenci Vitorlázórepülő Bajnokság                                          |
| 1978.08.04 | 1978.08.18 | 6. Gemenci Vitorlázórepülő Bajnokság                                          |
| 1979.08.?? | 1979.08.?? | 7. Gemenci Vitorlázórepülő Bajnokság                                          |
| 1980.08.10 | 1980.08.24 | 8. Gemenci Vitorlázórepülő Bajnokság                                          |
| 1981.08.07 | 1981.08.22 | 9. Gemenci Vitorlázórepülő Bajnokság                                          |
| 1982.07.31 | 1982.08.15 | 10. Gemenci Vitorlázórepülő Bajnokság                                         |
| 1983.??.?? | 1983.??.?? | 11. Gemenci Vitorlázórepülő Bajnokság                                         |
| 1984.08.11 | 1984.08.25 | 12. Gemenci Vitorlázórepülő Bajnokság                                         |
| 1985.08.10 | 1985.08.23 | 13. Gemenci Vitorlázórepülő Bajnokság                                         |
| 1987.08.07 | 1987.08.16 | 14. Gemenci Vitorlázórepülő Bajnokság                                         |
| 1989.08.09 | 1989.08.19 | 15. Gemenci Vitorlázórepülő Bajnokság                                         |
| 1991.08.09 | 1991.08.20 | 16. Gemenci Vitorlázórepülő Bajnokság                                         |
| 1993.08.09 | 1993.08.22 | 17. Gemenci Vitorlázórepülő Bajnokság                                         |
| 1996.08.06 | 1996.08.16 | 18. Gemenci Vitorlázórepülő Bajnokság                                         |
| 2005.07.24 | 2005.08.06 | 19. Gemenci Vitorlázórepülő Bajnokság                                         |
| 2007.08.05 | 2007.08.19 | 20. Gemenci Vitorlázórepülő Bajnokság                                         |
| 2011.08.06 | 2011.08.20 | 21. Gemenc Vitorlázórepülő Bajnokság és 56. Vitorlázórepülő Nemzeti Bajnokság |
| 2012.07.21 | 2012.08.04 | 57. Magyar Vitorlázórepülő Nemzeti Bajnokság                                  |
| 2014.07.12 | 2014.07.22 | 59. Magyar Vitorlázórepülő Nemzeti Bajnokság és Elő-EB                        |
| 2015.07.12 | 2015.07.25 | 18. FAI Vitorlázórepülő Európa-bajnokság (18m, 20m Multi-Seat, Open)          |

## A 2006-os modellbaleset
2006. május 13-án repülőnapot tartottak a repülőtéren, ennek része volt a délután megszervezett repülőgépmodell-bemutató is. Délután három óra után egy 15 éves gyakorlattal rendelkező német modellező reptette a gépét, amikor az irányíthatatlanná vált, majd a motor maximális felpörgése mellett a mintegy 400 fős tömegbe csapódott. Egy szekszárdi házaspár azonnal szörnyethalt, négyen megúszták könnyebb sérülésekkel. Azonnal riasztották a szekszárdi mentőket, de ők is csak megerősíteni tudták a pár halálát. Felvetődött ugyan, hogy a szervezők kötelessége lett volna egy helyszíni mentő biztosítása, de a jelenlévők létszáma ezt nem indokolta, és még így sem lehetett volna megmenteni az áldozatok életét. A sokkos állapotban lévő pilótát azonnal 72 órás őrizetbe vették, ám végül ártatlansága miatt elengedték. A rendőrség nyomozást indított az ügyben. Mint kiderítették, a modell műszakilag rendben volt, a pilóta sem hibázott és az időjárási körülmények is ideálisak voltak. A tragédiát valószínűleg egy taxis vagy rádióamatőr által okozott interferencia okozhatta, ami miatt irányíthatatlanná vált a repülőgépmodell. A többi modellező felelőssége kizárható, mivel éppen az ilyen balesetek megelőzése miatt már előre kiosztották a használandó frekvenciákat. A nyomozás végeztével sem sikerült beazonosítani a tettest.
A balesetet és az azt követő pánikot egy videófelvétel is megörökítette, amit le is adtak a megyei Tolnatáj Televízióban és a TV2 Napló című műsorában. Ennek ellenére a felvétel megtekintése csak ERŐS IDEGZETŰ embereknek ajánlott!

## A repülőtér adatai
- Település neve: Őcsény
 ICAO-kód: LHOY
 Pozíció: 6 km / 3 nm SE Szekszárd
 Földrajzi koordináták: N461843 - E0184550 - WGS84
 Tengerszint feletti magasság: 90 m 
 Hívójel: Őcsény RADIO
 Frekvencia: 122,835 MHz
 Forgalmi kör: LH, RH
 Kategória: VI. Osztályú Nem Nyilvános Repülőtér
 Üzemelés: SR-SS (napkeltétől napnyugtáig)
 NVFR: Nincs
 IFR: Nincs
- RWY (pályairány): 17/35
 Pályaméret: 1260 x 150 m
 Talaj: Fű
 TORA: 1260 x 150 m
 LDA: 1260 X 150 m
 Terhelés: 22/15
 Világítás: Nincs

## Szolgáltatások
A repülőtér szolgáltatásainak nagy része magához a repüléshez kötődik. A leszállópálya használata mellett lehetséges a repülőgépek hangárban tárolása, a vitorlázó repülők csörlőzése és vontatása. Lehetőség van motoros és vitorlázó sétarepülésre, valamint légifotózásra is. A repülőklub pilótaképzést is tart vitorlázó gépekre, míg egy másik cég motoros gépes pilótaképzést tart, akár külföldieknek is. A repülőtér igen sok egyéb szolgáltatást is nyújt, többek között faházak és kempingterület bérlése, az egykori Izobár vagy az A hangár kibérlése is lehetséges rendezvények (pl. lakodalom, koncert, ünnepség) helyszíneként. A főépületben büfé működik, valamint itt került kialakításra a hőlégballonos kiállítás. A területen található halastó fenntartója viszont a helyi horgászegyesület.